# Campodenno
Campodenno là một đô thị ở tỉnh Trento ở vùng Trentino-Alto Adige/Südtirol của Ý, tọa lạc cách 20 km về phía tây bắc của Trento. Tại thời điểm ngày 31 tháng 12 năm 2004, đô thị này có dân số 1.454 người và diện tích là 25,4 km².
Campodenno giáp các đô thị: Tuenno, Denno, Ton, Sporminore, và Spormaggiore.